# Herschell Gordon Lewis
Herschell Gordon Lewis (Pittsburgh, 15 juni 1926 - Fort Lauderdale, 26 september 2016) was een Amerikaans filmregisseur, -producent en scenarioschrijver. Hij was een van de grondleggers van de splatterfilm, een extreem grafisch subgenre van horrorfilms. Lewis vergaarde hiermee de bijnaam Godfather of Gore, die ook wel eens wordt gebruikt om zijn generatiegenoot Lucio Fulci aan te duiden.

## Carrière
Lewis debuteerde in 1960 als filmproducent en dialoogschrijver toen hij als zodanig meewerkte aan de dramafilm The Prime Time. Daarna regisseerde hij bijna al zijn films zelf. Zijn carrière begon met titels met veel naakt, vaak in combinatie met komedie. Lewis begon in deze periode aan een samenwerking met producent David F. Friedman die jaren zou duren, ook toen hij zich ging toeleggen op het horrorgenre.
Lewis bracht in 1963 samen met Friedman de lowbudgetfilm Blood Feast uit, over een man die vrouwen vermoordt om hun lichaamsdelen daarna te verwerken in maaltijden. Deze film wordt beschouwd als de eerste splatterfilm. Typerend aan Blood Feast is het nadrukkelijke vertoon van expliciet geweld en fel kleurgebruik om hier extra nadruk op te leggen. Lewis nam daarmee afstand van de manier waarop moorden in films doorgaans werden weergegeven; met een dader en een lijk, maar zonder veel aandacht voor het doden zelf. Hij maakte daarna onder meer Two Thousand Maniacs! (1964) en Color Me Blood Red (1965) volgens dezelfde formule. Lewis ging tot in de jaren zeventig door met het maken van tientallen horrorfilms en bleef daarin grenzen van het vertoon van geweld en bloedvergieten opzoeken. Daarnaast maakte hij ook een aantal films in andere genres, maar ook hierin koos hij doorgaans de exploitatiekant. Zijn Jimmy, the Boy Wonder (1966) en The Magic Land of Mother Goose (1967) zijn daarentegen onschuldige kinderfilms.
Lewis stopte begin jaren zeventig met het maken van films om te gaan werken als copywriter en marketeer. Hij schreef hier verschillende boeken over. Dertig jaar na zijn vorige film bracht hij in 2002 Blood Feast 2: All U Can Eat uit, een vervolg op zijn horrordebuut uit 1963. Lewis publiceerde in 2009 samen met filmjournalist Andrew J. Rausch het boek The Godfather of Gore Speaks: Herschell Gordon Lewis Discusses His Films.

## Filmografie

### Als regisseur
| - Herschell Gordon Lewis' BloodMania (2017) - The Uh-oh Show (2009) - Blood Feast 2: All U Can Eat (2002) - The Gore Gore Girls (1972) - Black Love (1971) - The Year of the Yahoo! (1971) - This Stuff'll Kill Ya! (1971) - The Wizard of Gore (1970) - Miss Nymphet's Zap-In (1970) - Linda and Abilene (1969) - The Ecstasies of Women (1969) - How to Make a Doll (1968) - Just for the Hell of It (1968) - Suburban Roulette (1968) - The Alley Tramp (1968) - She-Devils on Wheels (1968) - The Magic Land of Mother Goose (1967) - Blast-Off Girls (1967) - The Girl, the Body, and the Pill (1967) | - Something Weird (1967) - The Gruesome Twosome (1967) - A Taste of Blood (1967) - Jimmy, the Boy Wonder (1966) - Sin, Suffer and Repent (1965, documentaire) - Color Me Blood Red (1965) - Monster a-Go Go (1965) - Moonshine Mountain (1964) - Two Thousand Maniacs! (1964) - Scum of the Earth (1963) - Bell, Bare and Beautiful (1963) - Goldilocks and the Three Bares (1963) - Blood Feast (1963) - Boin-n-g (1963) - Nature's Playmates (1962) - Daughter of the Sun (1962) - The Adventures of Lucky Pierre (1961) - Living Venus (1961) |

### Als producent
| - The Chainsaw Sally Show (2010) - 2001 Maniacs: Field of Screams (2010) - The Gore Gore Girls (1972) - Black Love (1971) - The Year of the Yahoo! (1971) - This Stuff'll Kill Ya! (1971) - Stick It in Your Ear (1970) - The Wizard of Gore (1970) - Miss Nymphet's Zap-In (1970) - How to Make a Doll (1968) - Just for the Hell of It (1968) - Suburban Roulette (1968) | - The Alley Tramp (1968) - She-Devils on Wheels (1968) - Blast-Off Girls (1967) - The Girl, the Body, and the Pill (1967) - The Gruesome Twosome (1967) - A Taste of Blood (1967) - Monster a-Go Go (1965) - Moonshine Mountain (1964) - Blood Feast (1963) - Living Venus (1961) - The Prime Time (1960) - The Naked Eye (1956, documentaire) |

### Als schrijver
| - Herschell Gordon Lewis' BloodMania (2017) - The Uh-oh Show (2009) - The Wizard of Gore (2007) - Wanted: The Sundance Woman (1976, televisiefilm) - Bridger (1976, televisiefilm) - This Stuff'll Kill Ya! (1971) - Chicago 70 (1970) - Miss Nymphet's Zap-In (1970) - The Ecstasies of Women (1969) - The Psychic (1968) - How to Make a Doll (1968) - Suburban Roulette (1968) | - Blast-Off Girls (1967) - Color Me Blood Red (1965) - Monster a-Go Go (1965) - Two Thousand Maniacs! (1964) - Scum of the Earth (1963) - Blood Feast (1963) - Boin-n-g (1963) - Daughter of the Sun (1962) - The Adventures of Lucky Pierre (1961) - Living Venus (1961) - The Prime Time (1960) |

- Biblioteca Nacional de España: XX1512806
- Bibliothèque nationale de France: cb126933884 (data)
- Gemeinsame Normdatei: 122427599
- International Standard Name Identifier: 0000 0001 1475 7272
- Library of Congress Control Number: n78081462
- Nationale Bibliotheek van Letland: 000031191
- MusicBrainz: 4c010f77-153c-468f-8bd6-e3df2841793d
- Nationale Bibliotheek van Israël: 987007419170005171
- Nationale Bibliotheek van Polen: a0000001256427
- Nederlandse Thesaurus van Auteursnamen: 144543427
- Istituto Centrale per il Catalogo Unico: PUVV298162
- Système universitaire de documentation: 143793098
- Virtual International Authority File: 79372765
- WorldCat: E39PBJx4tmJbgxcT9hF8kpCRKd